# کلر نادو
کلر نادو (فرانسوی: Claire Nadeau‎؛ زادهٔ ۱ ژوئن ۱۹۴۵) بازیگر اهل فرانسه است. وی از سال ۱۹۶۴ میلادی تاکنون مشغول فعالیت بوده‌است.
از فیلم‌ها یا برنامه‌های تلویزیونی که وی در آن نقش داشته‌است، می‌توان به برای پنهان کردن یک پلیس، معجون زمان ۲، همان ترانه قدیمی، مزرعه حیوانات، کملوت، سرمایه و حمام بزرگ اشاره کرد.